# Moszoryne
Moszoryne (ukr. Мошорине) – wieś na Ukrainie, w obwodzie kirowohradzkim, w rejonie kropywnyckim, w hromadzie Subotci. W 2001 liczyła 2045 mieszkańców.
Wieś została założona przez serbskich imigrantów w 1752 roku.